# Windenergie in Brasilien

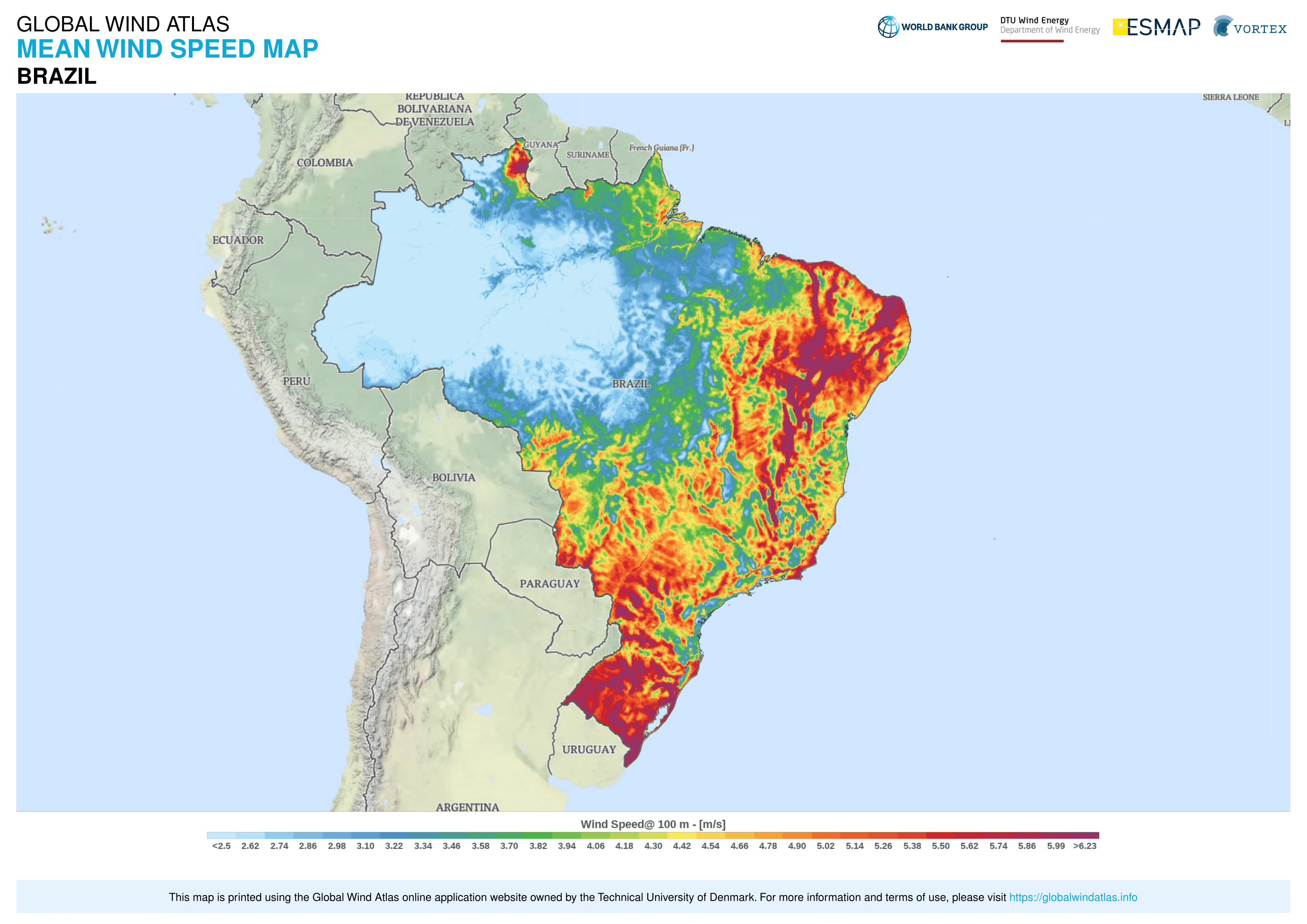
Mittlere Windgeschwindigkeit in Brasilien (Global Wind Atlas)

Die Windenergie in Brasilien spielt eine bedeutende Rolle bei der Stromerzeugung des Landes: 2024 stammten 16,7 % der ins Netz eingespeisten elektrischen Energie aus Windkraft (2022: 12,4 %). Ende 2024 waren 1103 Windparks in Betrieb; die Zahl der Windenergieanlagen lag bei 11.720.

## Installierte Leistung und Jahreserzeugung
Laut CIA verfügte Brasilien im Jahr 2020 über eine (geschätzte) installierte Leistung von insgesamt 195,037 GW (alle Kraftwerkstypen); der Stromverbrauch lag bei 540,997 Mrd. kWh. Die installierte Leistung der Windkraftanlagen (WKA) stieg von 29 MW im Jahr 2005 auf 21.161 MW im Jahr 2021; die Jahreserzeugung stieg von 0,2 TWh im Jahr 2006 auf 71 TWh im Jahr 2021.
| Jahr | Inst. Leistung (MW) | Erzeugung (TWh) |
| ---- | ------------------- | --------------- |
| 2005 | 29                  |                 |
| 2006 | 237                 | 0,2             |
| 2007 | 247                 | 0,6             |
| 2008 | 341                 | 0,8             |
| 2009 | 606                 | 1,2             |
| 2010 | 927                 | 2,2             |
| 2011 | 1431                | 2,7             |
| 2012 | 2508                | 5,1             |
| 2013 | 3466                | 6,6             |
| 2014 | 5939                | 12              |
| 2015 | 8715                | 21              |

| Jahr | Inst. Leistung (MW) | Erzeugung (TWh) |
| ---- | ------------------- | --------------- |
| 2016 | 10.800              | 33,49           |
| 2017 | 12.763              | 42,37           |
| 2018 | 14.548              | 48,48           |
| 2019 | 15.452              | 55,99           |
| 2020 | 18.010              | 57,05           |

| Jahr | Inst. Leistung (MW) | Erzeugung (TWh) |
| ---- | ------------------- | --------------- |
| 2021 | 21.161              | 72,29           |
| 2022 | 24.163              | 81,63           |
| 2023 | 29.135              | 94,42           |
| 2024 | 33.727              | 107,6           |
| 2025 |                     |                 |

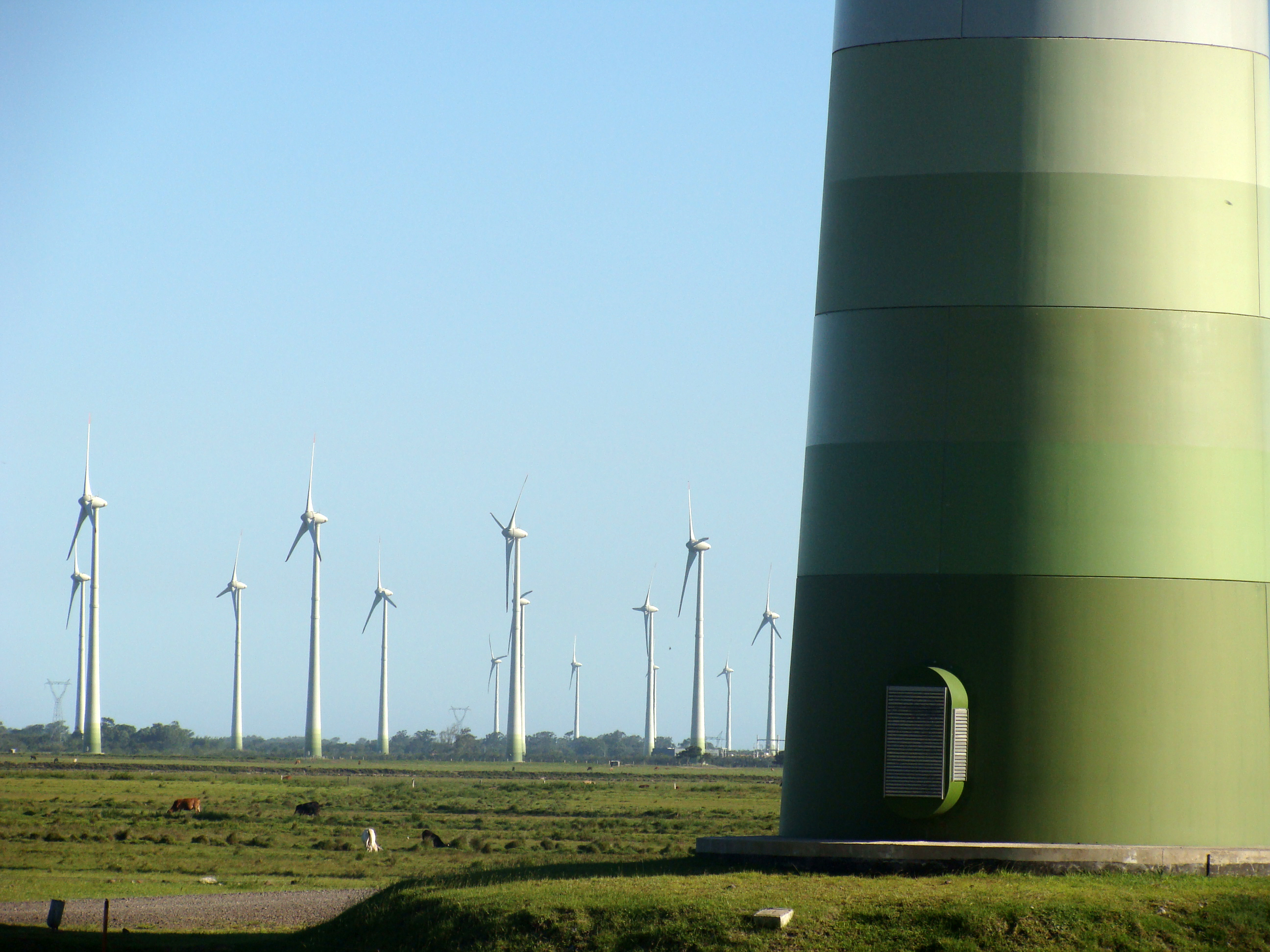
Windpark im Bundesstaat Rio Grande do Sul

Die meiste Windenergie wurde 2022 in den Bundesstaaten Bahia (24,17 TWh, 29,7 %), Rio Grande do Norte (23,20 TWh, 28,5 %), Piauí (10,29 TWh, 12,6 %), Ceará (7,06 TWh, 8,7 %) und Rio Grande do Sul (5,37 TWh) genutzt. Der Jahresnutzungsgrad der Windenergiekraftwerke lag im Mittel bei 41,5 %.
Bis 2032 will Brasilien seine installierte Windenergieleistung um 56 GW ausbauen.

## Potential
Brasilien hat auch erhebliches Potential für offshore-Windenergie. Für Anlagen mit festen Gründungen, für eine Wassertiefe bis 70 Meter, gibt es ein Potential für 480 GW an Windenergieleistung. Weitere 748 GW könnten mit schwimmenden Windkraftanlagen erschlossen werden, die in den Küstenbereichen mit 70 bis 1000 Meter Wassertiefe verankert wären.